# 中初
株式会社中初（なかはつ、NAKAHATSU CO,LTD.）は、かつて東京都に存在した、帽子の製造・卸売企業。

## 沿革
1893年（明治26年）に、現在の東京都台東区浅草橋で中野初之助により創業される。1953年（昭和28年）12月に株式会社中初商店が設立され、中野勝夫が代表取締役に就任した。
1993年（平成5年）に新築された本社の社屋が竣工する。単独企業だった当時の中初は、量販店から専門店までの幅広い販売チャネルを持ち、オリジナル・ライセンス・OEMといった複数のブランド展開をおこなっていた。
2018年（平成30年）にクロスプラスへ全株式を譲渡し、子会社化された。買収前年度の売上高は11億7600万円だった。
2021年（令和3年）に株式会社クリーズを吸収合併した。また、同年1月には東京都中央区日本橋浜町へ本店所在地を移転した。しかし、2024年（令和6年）にクロスプラスに吸収合併され、単独企業としての歴史を閉じた。